# Stará
Stará (německy Altengrün) je zaniklá vesnice, základní sídelní jednotka obce Jindřichovice v okrese Sokolov v Karlovarském kraji.
Nacházela se v Krušných horách v nadmořské výšce okolo 670 m při staré cestě z Dolních Niv do Jindřichovic, asi 3 km jihovýchodně od Jindřichovic. Není zde evidována žádná adresa, v roce 2018 zde již nikdo nežil.
Stará je také název katastrálního území o rozloze 2,74 km².

## Historie
První písemná zmínka o vesnici pochází z roku 1314, kdy byla součástí jindřichovického panství. V berní rule z roku 1654 se ve Staré uvádí 13 rolníků. Samostatnou obcí se stala Stará roku 1850. Ještě v polovině 19. století se zde těžila olověná ruda na dole Bedřich. Nejpozději od roku 1876 byla v obci jednotřídní škola. Po nuceném vysídlení německého obyvatelstva po druhé světové válce se obec nepodařilo dosídlit a v 50. letech 20. století byla stavení zbořena. Na základech původního stavení si jeden obyvatel postavil nový dům. Stavbu nedokončil, v roce 2012 tragicky utonul v rybníčku u domu.
V roce 2010 byl severozápadně od zaniklé obce v nadmořské výšce 730 m uveden do provozu park větrných turbín Jindřichovice-Stará.

### Pomník obětem válek

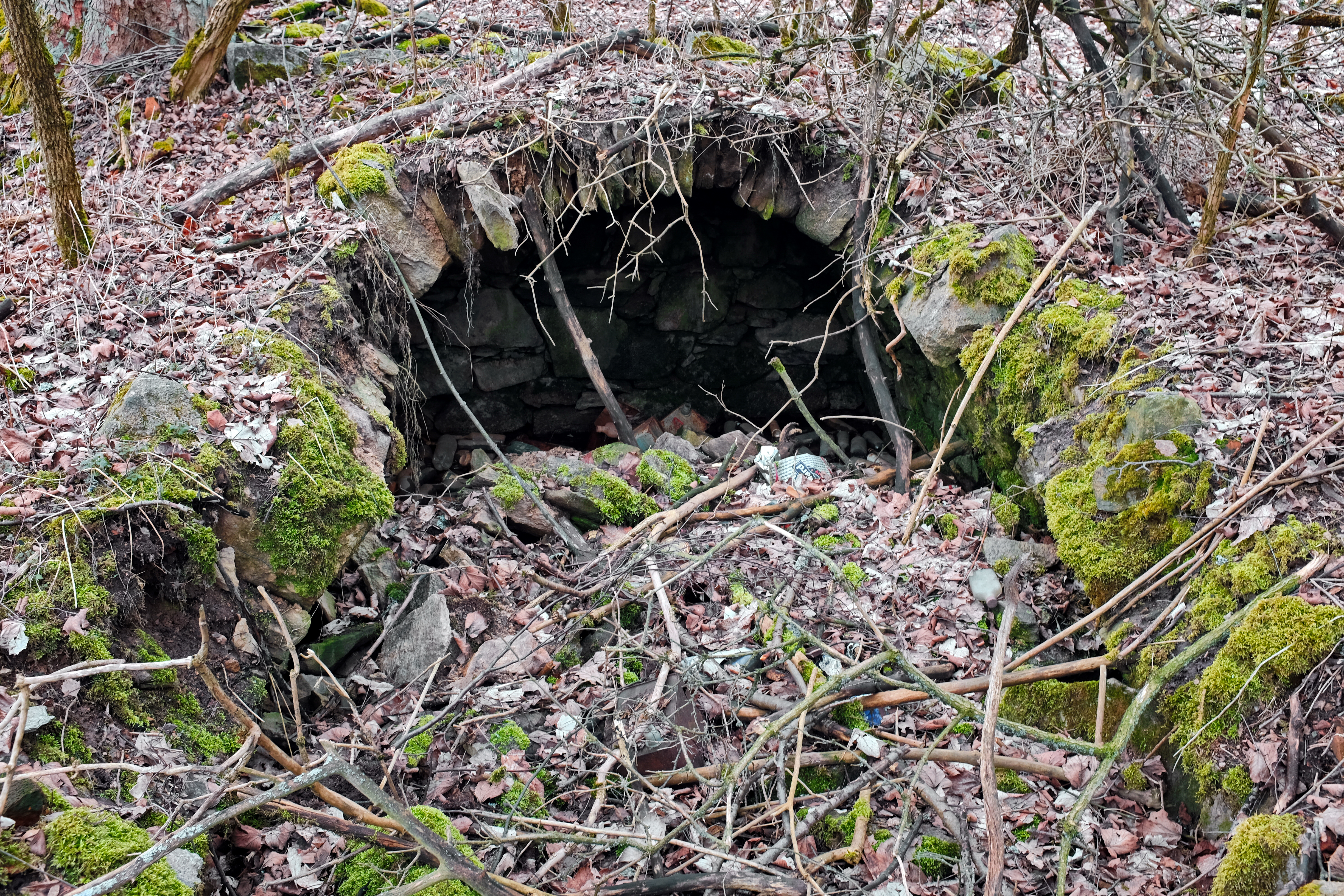
Pozůstatek domu

Při pátrání po minulosti našla v roce 2006 skupina mladých lidí, potomků původních obyvatel, na území zaniklé obce stélu pomníků obětem první světové války. Po renovaci byla deska pomníku doplněna o jména obětí druhé světové války. Slavnostní vysvěcení pomníku se za účasti potomků odsunutých obyvatel Staré uskutečnilo 28. dubna 2007.

## Obyvatelstvo
Při sčítání lidu v roce 1921 zde žilo 146 obyvatel, z toho 144 Němců a dva cizinci. K římskokatolické církvi se hlásilo 146 obyvatel.
| Rok            | 1869 | 1880 | 1890 | 1900 | 1910 | 1921 | 1930 | 1950 | 1961 |
| -------------- | ---- | ---- | ---- | ---- | ---- | ---- | ---- | ---- | ---- |
| Počet obyvatel | 161  | 165  | 149  | 133  | 134  | 146  | 130  | 2    | 0    |
| Počet domů     | 27   | 28   | 26   | 27   | 25   | 25   | 26   | 25   | 0    |